# Chích sậy châu Phi
Chích sậy châu Phi (Acrocephalus baeticatus) là một loài chim trong họ Acrocephalidae.
Chích sậy châu Phi là một loài di cư bên trong lục địa, với quần thể sinh sản phía nam di chuyển đến các vùng nhiệt đới trong mùa đông của bán cầu nam.
Loài chim này đôi khi được coi là một phân loài của chích Á-Âu (Acrocephalus scirpaceus).
Đây là một loài phổ biến các khu vực đầm lầy, lau sậy hoặc thảm thực vật rậm rạp. Ngoài thời kỳ sinh sản, nó có thể bay vào các khu vườn.
Loài chim này có trán hơi dẹt, dài 13 cm và nặng khoảng 11 gm. 